# Christoph Regensburger
Christoph Regensburger (* 11. März 1993) ist ein österreichischer Naturbahnrodler. Seine größten Erfolge erzielte er zunächst zusammen mit Thomas Kammerlander im Doppelsitzer. Sie wurden 2009 und 2013 Junioreneuropameister und Österreichische Staatsmeister und 2010 Juniorenweltmeister. Sie erreichten zehn Podestplatzierungen im Weltcup und in der Saison 2015/16 den zweiten Gesamtplatz. Zusammen mit Dominik Holzknecht wurde er 2012 zum zweiten Mal Juniorenweltmeister im Doppelsitzer und gewann bei der Naturbahnrodel-Weltmeisterschaft 2021 die Bronzemedaille.

## Karriere
Christoph Regensburger nahm ab der Saison 2007/2008 an Wettkämpfen im Interkontinentalcup teil. Im Einsitzer fuhr er in diesem Winter viermal unter die schnellsten 20 und wurde 15. im Gesamtklassement; im Doppelsitzer bestritt er nur ein Rennen mit Michael Kalchschmied, das sie an sechster Position beendeten. Bei der Juniorenweltmeisterschaft 2008 in Latsch ging er mit dem drei Jahre älteren Thomas Kammerlander im Doppelsitzer an den Start und erreichte dort ebenfalls den sechsten Platz.
Ab der Saison 2008/2009 startete Christoph Regensburger gemeinsam mit Thomas Kammerlander im Weltcup. In allen fünf Weltcuprennen, an denen sie in diesem Winter teilnahmen, fuhren sie unter die schnellsten zehn, wobei drei siebente Plätze ihre besten Ergebnisse waren. Im Gesamtweltcup erzielten sie damit den achten Platz. Am 4. Jänner 2009 wurden Christoph Regensburger und Thomas Kammerlander auf der Naturrodelbahn Grantau in Umhausen Österreichische Staatsmeister im Doppelsitzer. Einen Monat später gewannen sie bei der Junioreneuropameisterschaft 2009 in Longiarü die Goldmedaille mit 2,4 Sekunden Vorsprung auf ihre Teamkollegen Rupert Brüggler und Tobias Angerer.
Zu Beginn der Saison 2009/2010 erreichten Regensburger/Kammerlander im Auftaktrennen in Nowouralsk mit Platz fünf ihr bestes Resultat im Weltcup. Im weiteren Saisonverlauf folgten ein sechster und zwei siebente Plätze, doch aufgrund eines Ausfalls in Umhausen kamen sie wie im Vorjahr nur auf den achten Rang im Gesamtweltcup. Erstmals starteten sie auch bei einer internationalen Meisterschaft in der Allgemeinen Klasse und erzielten bei der Europameisterschaft 2010 in St. Sebastian den fünften Platz. Hier nahm Christoph Regensburger auch im Einsitzer teil und wurde 19. In der Juniorenklasse waren Regensburger/Kammerlander erneut erfolgreich, als sie bei der Juniorenweltmeisterschaft 2010 in Deutschnofen die Goldmedaille mit einem Vorsprung von 57 Hundertstelsekunden auf Dominik und Dieter Apolloner gewannen. Außerdem wurde Regensburger Neunter im Einsitzer. 
Seit Ende der Saison 2009/2010 startet Christoph Regensburger zusammen mit Dominik Holzknecht im Doppelsitzer. Nachdem sie bereits bei ihrem ersten gemeinsamen Interkontinentalcuprennen im Februar 2010 den zweiten Platz erreicht hatten, fuhren sie in der Saison 2010/2011 in allen IC-Cup-Rennen auf Rang zwei und gewannen damit die Gesamtwertung. Am Ende des Winters kamen sie in Olang auch zu ihrem ersten gemeinsamen Weltcupeinsatz, bei dem sie den achten Platz belegten. Bei der Junioreneuropameisterschaft 2011 in Laas gewann das Duo die Silbermedaille hinter den Russen Maxim Zwetkow und Denis Moissejew; im Einsitzer belegte Regensburger Rang zwölf.
Bei der Juniorenweltmeisterschaft 2012 in Latsch sicherten sich Regensburger/Holzknecht die Goldmedaille im Doppelsitzer. Zudem wurde Christoph Regensburger Vierter im Einsitzer. Im Interkontinentalcup erreichte Regensburger in der Saison 2011/2012 im Einsitzer den dritten und im Doppelsitzer mit Holzknecht den zweiten Gesamtrang, während im Weltcup im Winter 2011/2012 das einzige Resultat des Duos Regensburger/Holzknecht ein neunter Platz in Olang war.

## Erfolge

### Weltmeisterschaften
- Deutschnofen 2013: 17. Einsitzer
- Sankt Sebastian 2015: 4. Doppelsitzer (mit Dominik Holzknecht)
- Vatra Dornei 2017: 5. Doppelsitzer (mit Dominik Holzknecht)
- Umhausen 2021 3. Doppelsitzer (mit Dominik Holzknecht)

### Europameisterschaften
- St. Sebastian 2010: 5. Doppelsitzer (mit Thomas Kammerlander), 19. Einsitzer
- Umhausen 2014: 5. Doppelsitzer (mit Dominik Holzknecht)
- Passeier 2016: 4. Doppelsitzer (mit Dominik Holzknecht)

### Juniorenweltmeisterschaften
- Latsch 2008: 6. Doppelsitzer (mit Thomas Kammerlander)
- Deutschnofen 2010: 1. Doppelsitzer (mit Thomas Kammerlander), 9. Einsitzer
- Latsch 2012: 1. Doppelsitzer (mit Dominik Holzknecht), 4. Einsitzer

### Junioreneuropameisterschaften
- Longiarü 2009: 1. Doppelsitzer (mit Thomas Kammerlander)
- Laas 2011: 2. Doppelsitzer (mit Dominik Holzknecht), 12. Einsitzer
- Nowouralsk 2013: 1. Doppelsitzer (mit Dominik Holzknecht), 3. Einsitzer

### Weltcup
- 2. Gesamtrang im Doppelsitzer in der Saison 2015/16
- 3. Gesamtrang im Doppelsitzer in der Saison 2014/15
- 10 Podestplätze

### Österreichische Meisterschaften
- Österreichischer Meister im Doppelsitzer 2009